# مانا (موسیقی‌دان ژاپنی)
مانا  (ژاپنی: 魔名) موسیقی‌دان، ترانه‌پرداز، تهیه‌کنندهٔ موسیقی و طراح مد ژاپنی می‌باشد.